# La ilegal
La ilegal es una película dramática mexicana de 1979 dirigida por Arturo Ripstein y escrita por Fernando Galiana, y protagonizada por Lucía Méndez, Pedro Armendáriz Jr. y Fernando Allende.

## Argumento
Claudia (Méndez) está enamorada de Felipe (Armendáriz), de quien queda embarazada, y ante la promesa de matrimonio de Felipe, Claudia acepta ir a Estados Unidos, donde da a luz. Sin embargo, él no ha conseguido todavía el divorcio de su antigua mujer. Tras descubrir la relación, la esposa de Felipe envía sicarios para que Claudia sea violada y el acto grabado, para poder acusarla ante Felipe de prostitución y enviarla a prisión, pero al ser indocumentada es deportada en su lugar y su hijo se queda en Estados Unidos. Desesperada, Claudia buscará la manera de recuperarlo. 

## Reparto
- Lucía Méndez como Claudia Bernal.
- Pedro Armendáriz Jr. como Felipe Leyva.
- Fernando Allende como Gabriel Ramírez.
- Cristina Moreno como Jennifer Leyva.
- Gina Morett como Carmen Ortega (como Gina Moret).
- Jorge Luke
- Carlos Castañón como Coyote.
- Claudio Martínez como Luis.
- Jorge Patiño como Don Tony.
- Sally Kirkland como Betty, novia de Don Tony.
- Carlos Nieto como Detective.
- Ray Stricklyn como Oficial de policía.
- Armando Duarte como Oficial de policía.
- Peter Jason como Oficial de policía.
- Scott Wilson como Oficial de policía.
- Danny Faircloth como Pornógrafo.
- Morgan Stevens como Pornógrafo.
- Duncan McLeod como Juez.
- José Luis Moreno como Chofer.
- Martha Meneses como Madre joven.
- César Córdoba como Teniente.
- Bo Silver como Jefe de policía.
- César Sobrevals como Intérprete de la corte.

## Producción
La película fue hecha durante una época en la que se produjeron películas pobladas de mexicanos indocumentados o mojados y chicanos, dedicadas en buena medida a satisfacer el mercado estadounidense de lengua castellana. La película ha sido descrita como un vehículo para Lucía Méndez. El tema de la migración hacia Estados Unidos de la película fue una de las pocas veces en las que el director mexicano Arturo Ripstein salió del marco estrictamente nacional de su filmografía.

## Recepción
La película ha sido criticada como una «telenovela».
En Cinema of Solitude: A Critical Study of Mexican Film, 1967-1983, Charles Ramírez Berg calificó a la película como «evidentemente una salida comercial rápida y sucia, un buen indicador del tipo de trabajo que los autores de Nuevo Cine [Mexicano] se vieron obligados a aceptar durante el sexenio de López Portillo». Ramírez Berg señaló que en la película, «Claudia es explotada no por gringos malvados, sino por otros mexicanos […] Embarazada y luego engañada para que venga a Estados Unidos por un mexicano que la abandona y le roba a su hijo, luego es violada y avergonzada por su esposa mexicana, lo que la lleva a la deportación. Al volver a entrar a los Estados Unidos, los despreciables coyotes (mexicanos que ayudan a otros mexicanos a cruzar la frontera por una tarifa) intentan obligarla a tener relaciones sexuales con ellos. La mayoría de las películas de mojados son cuentos de advertencia sobre los peligros de viajar al norte; La ilegal, por el contrario, describe la traición de los mexicanos entre sí». También señala con respecto al final de la película, en el que el cónsul mexicano ayuda a Claudia a recuperar su bebé, que si bien «brinda una alternativa esperanzadora (que los mexicanos se ayudan entre sí)», «las contradicciones internas de la película aumentan y revierten la implicación de mucho de lo que la película ha expuesto», diciendo que «los actos heroicos deus ex machina del cónsul efectivamente ponen la crítica de la película en su cabeza. Los mexicanos no están comprometidos por las fallas de su propio sistema, sino por el norte, que contamina a todos los que entraron en contacto con él», y así «La ilegal indulta al Estado mexicano. Solo aquellos que, como el cónsul, mantienen su lealtad a México, permanecerán insensibles a los males de los Estados Unidos. Al exteriorizar de nuevo el problema e ignorar la culpabilidad del Estado, La ilegal se convierte en otra fantasía de afirmación del sistema».